# Motores BMW na Fórmula 1

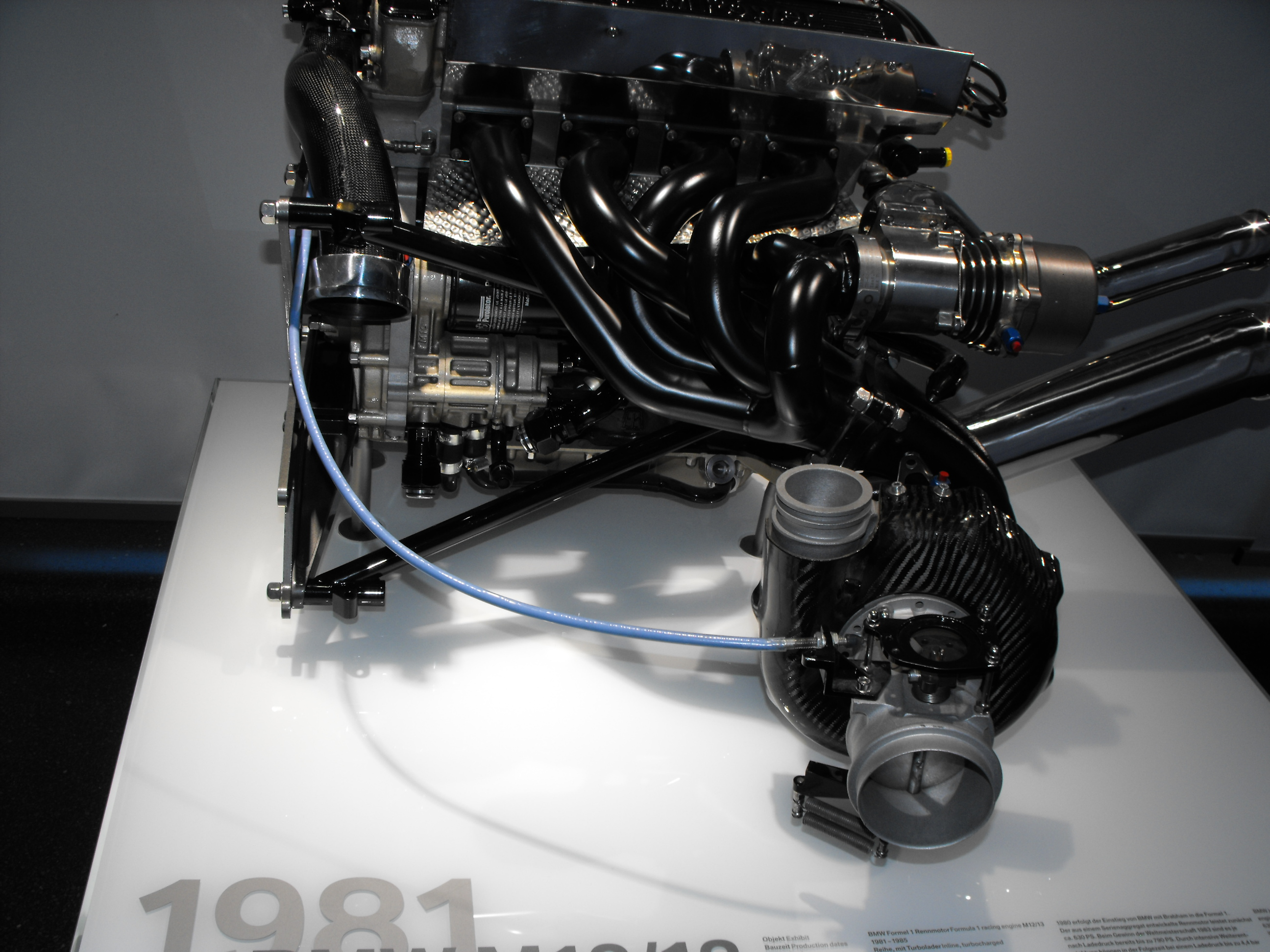
O Motor BMW M12/13 utilizado nas temporadas de -

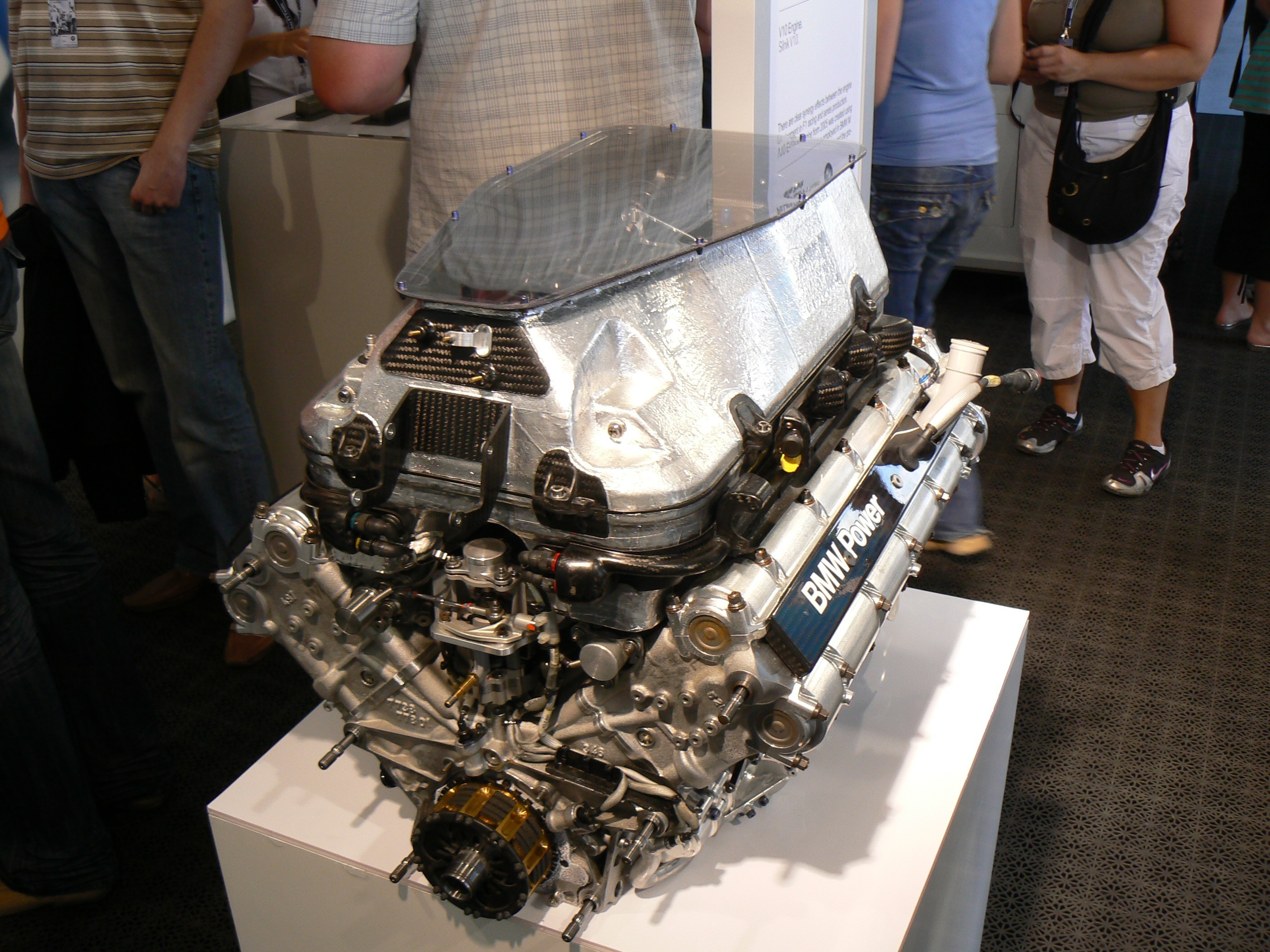
O Motor BMW P84-5 utilizado na Williams FW27 da temporada de

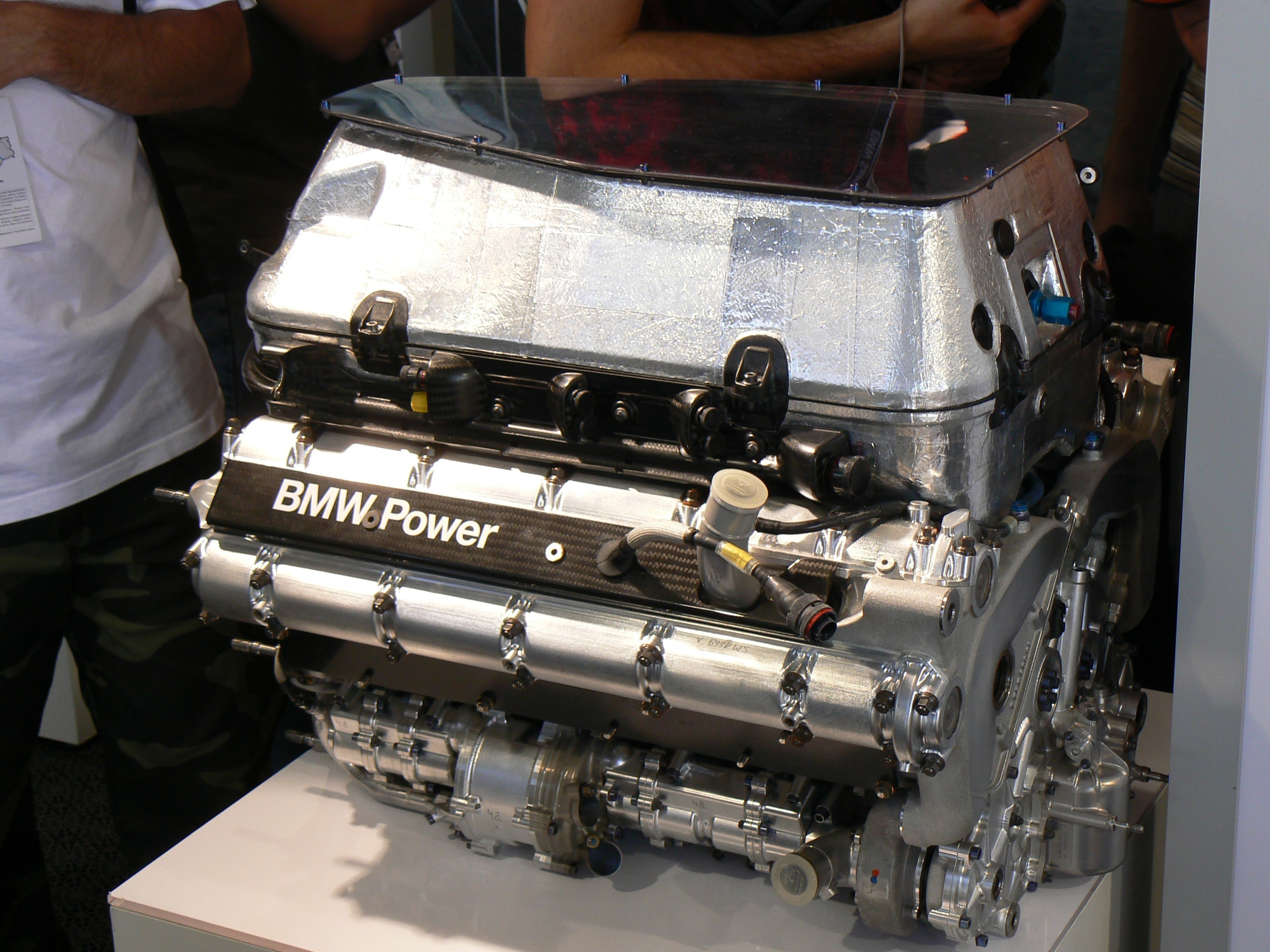
O Motor BMW P84-5 utilizado na Williams FW27 da temporada de

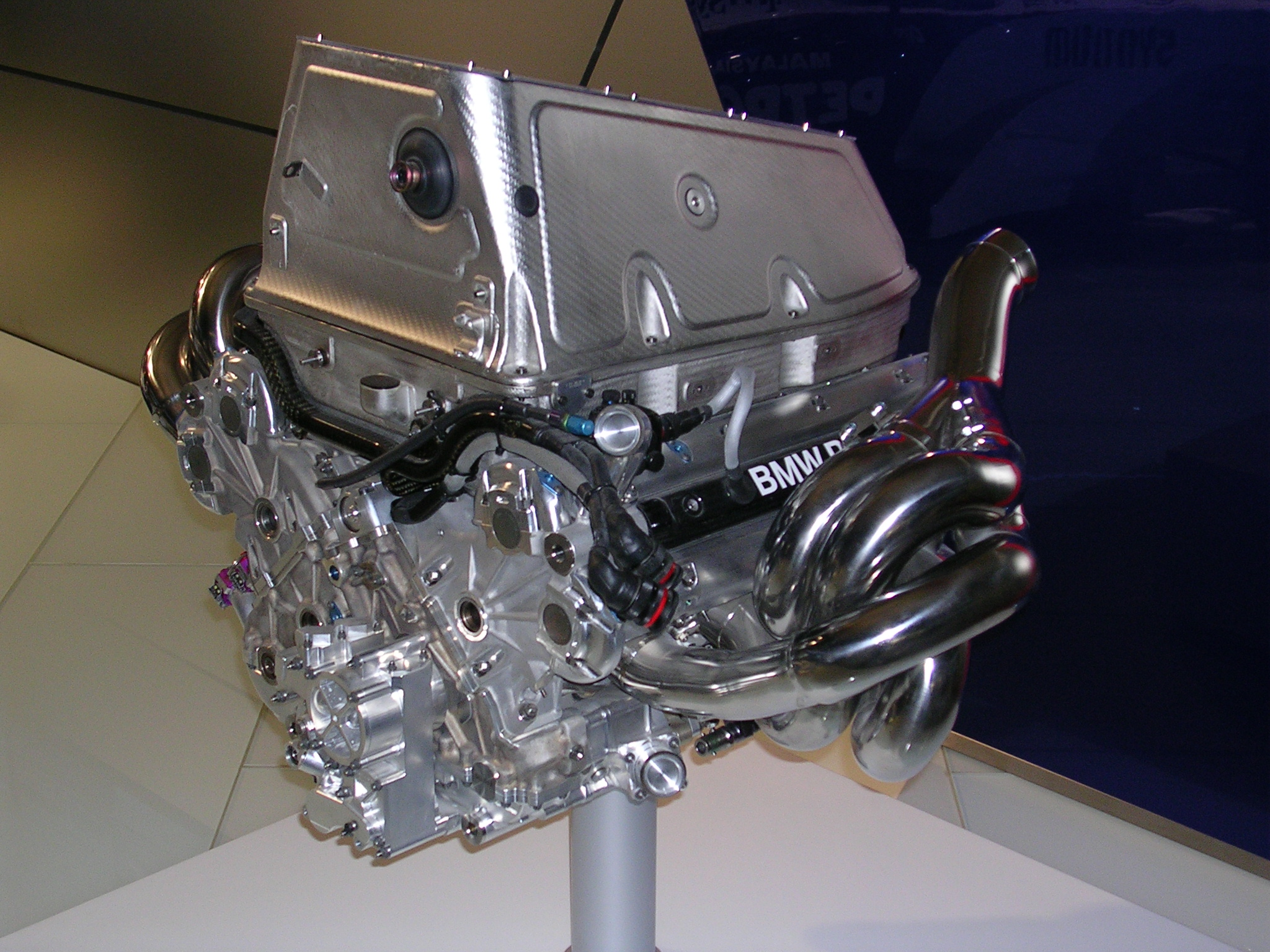
O Motor BMW P86 utilizado pela BMW Sauber na temporada de

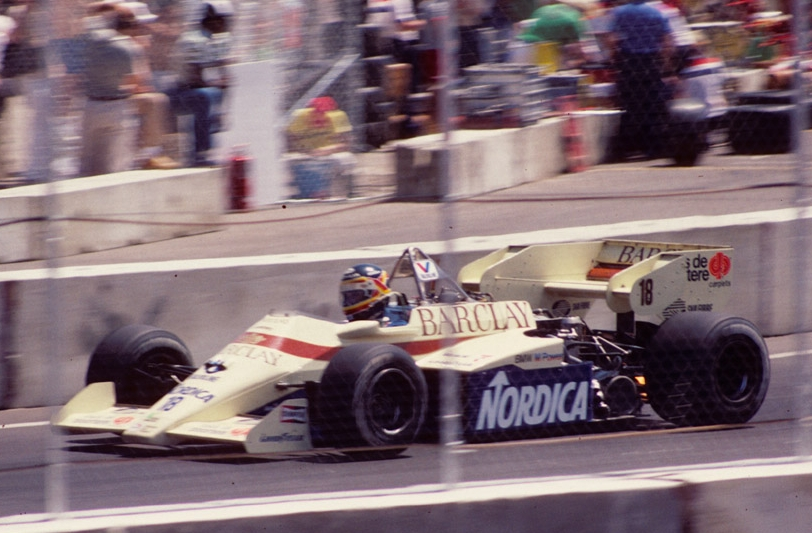
Thierry Boutsen pilotando a Arrows A7 no GP de Dallas de 1984.

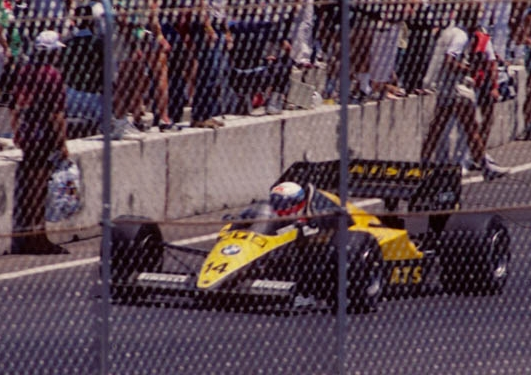
Manfred Winkelhock pilotando a ATS D7 no GP de Dallas de 1984.

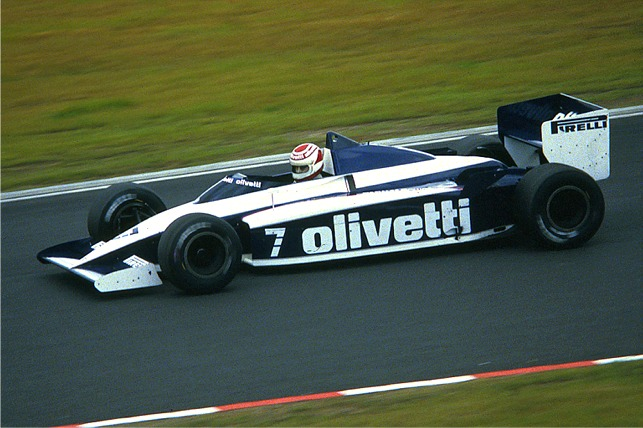
Nelson Piquet pilotando a Brabham BT54 no GP da Alemanha de 1985.

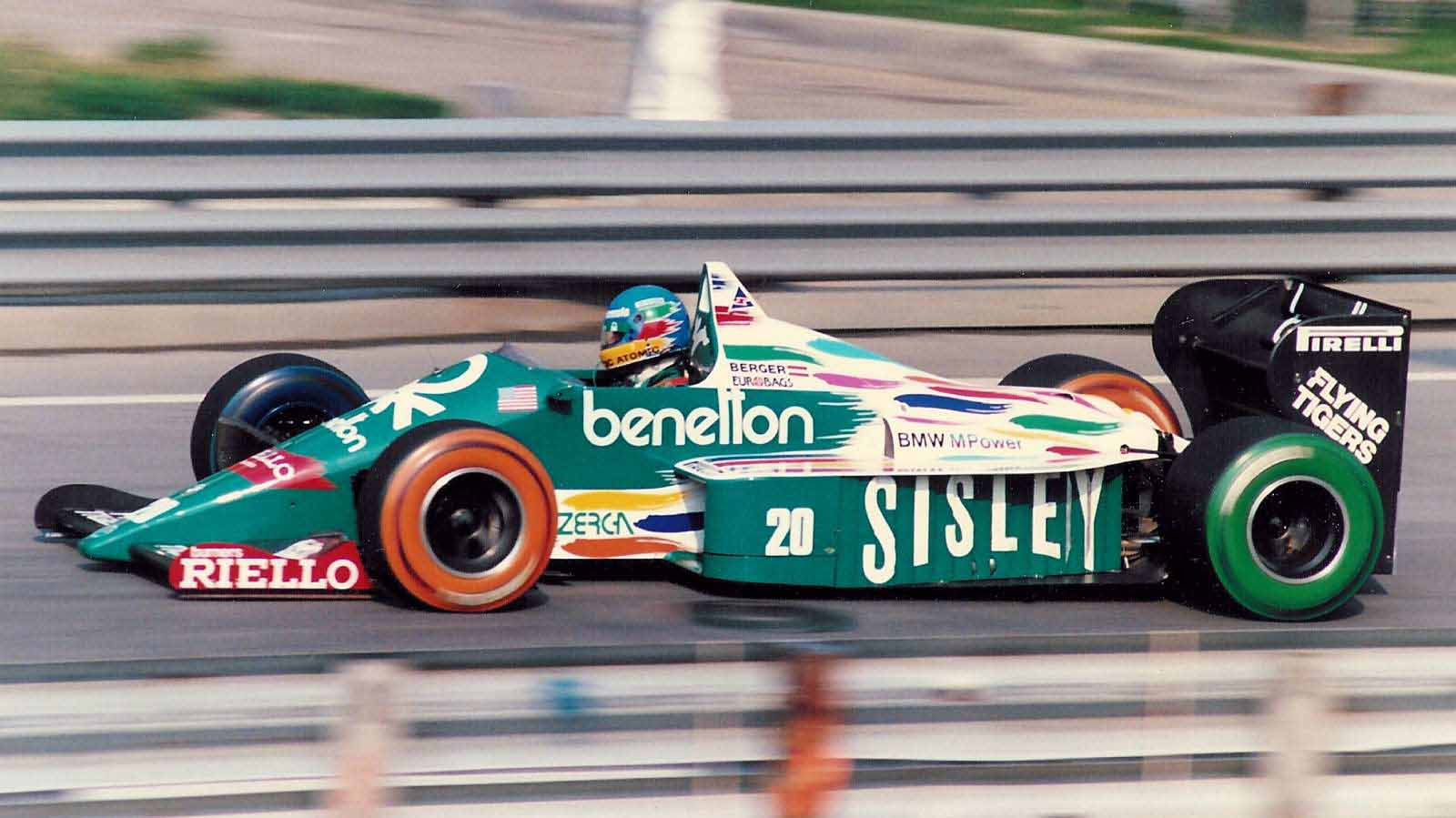
Gerhard Berger pilotando a Benetton B186 no GP dos EUA de 1986.

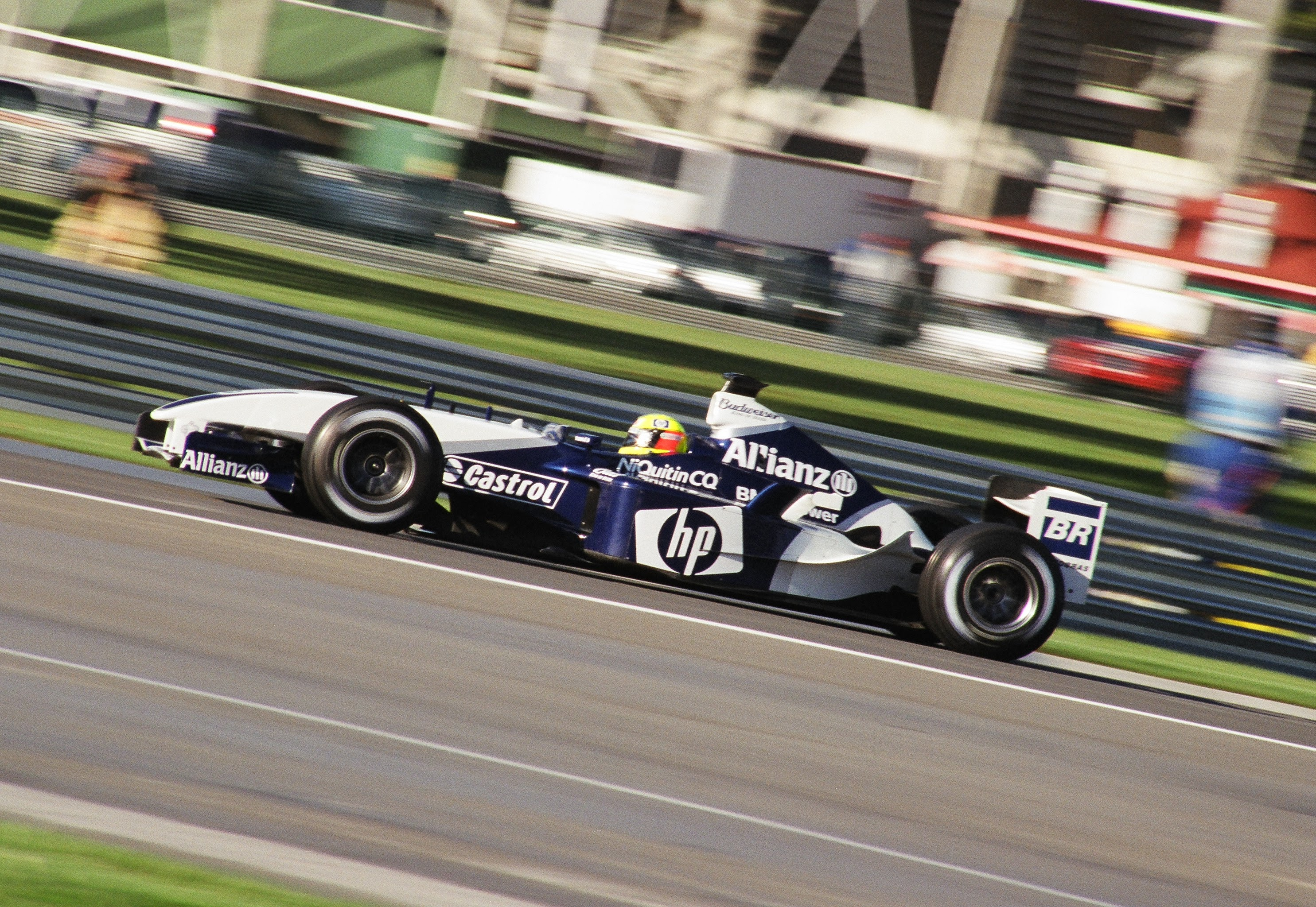
Ralf Schumacher pilotando a Williams FW25 no GP dos EUA de 2005.

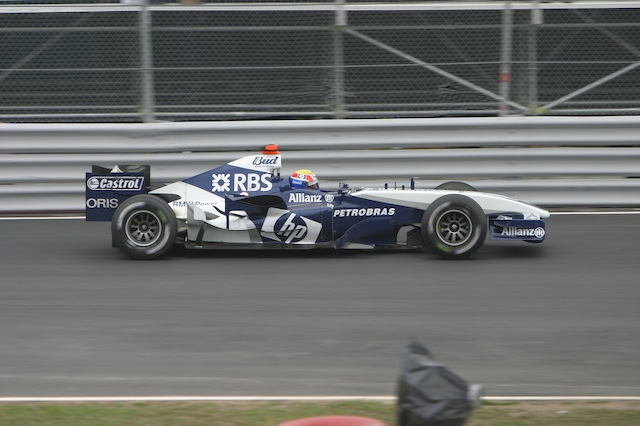
Mark Webber pilotando a Williams FW27 no GP do Canadá de 2005.

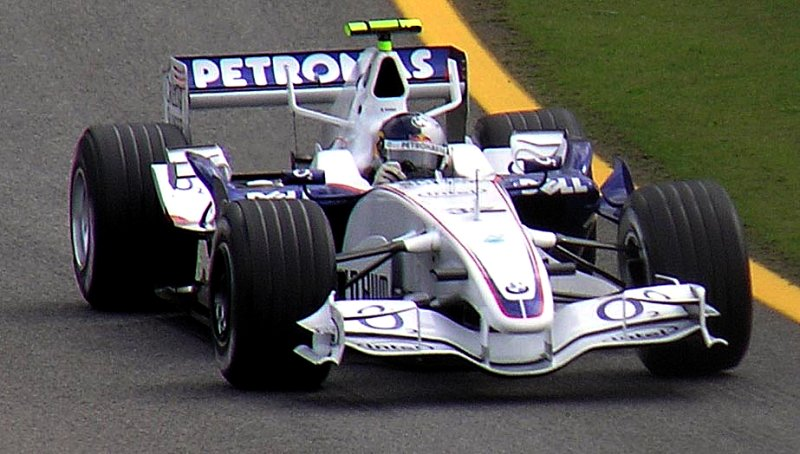
Sebastian Vettel pilotando a BMW Sauber F1.06 no GP do Brasil de 2006.

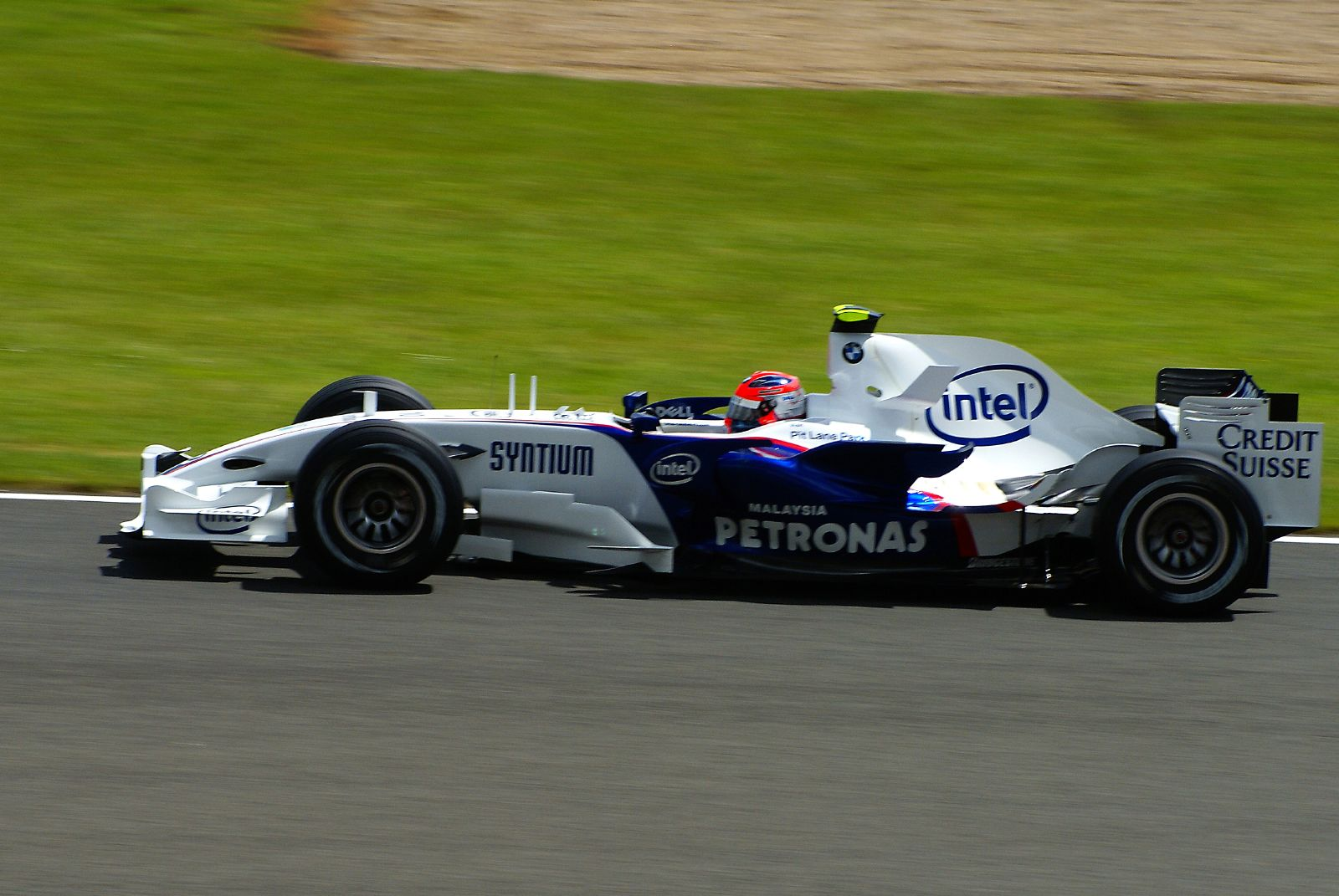
Robert Kubica pilotando a BMW Sauber F1.07 no GP da Bélgica de 2007.

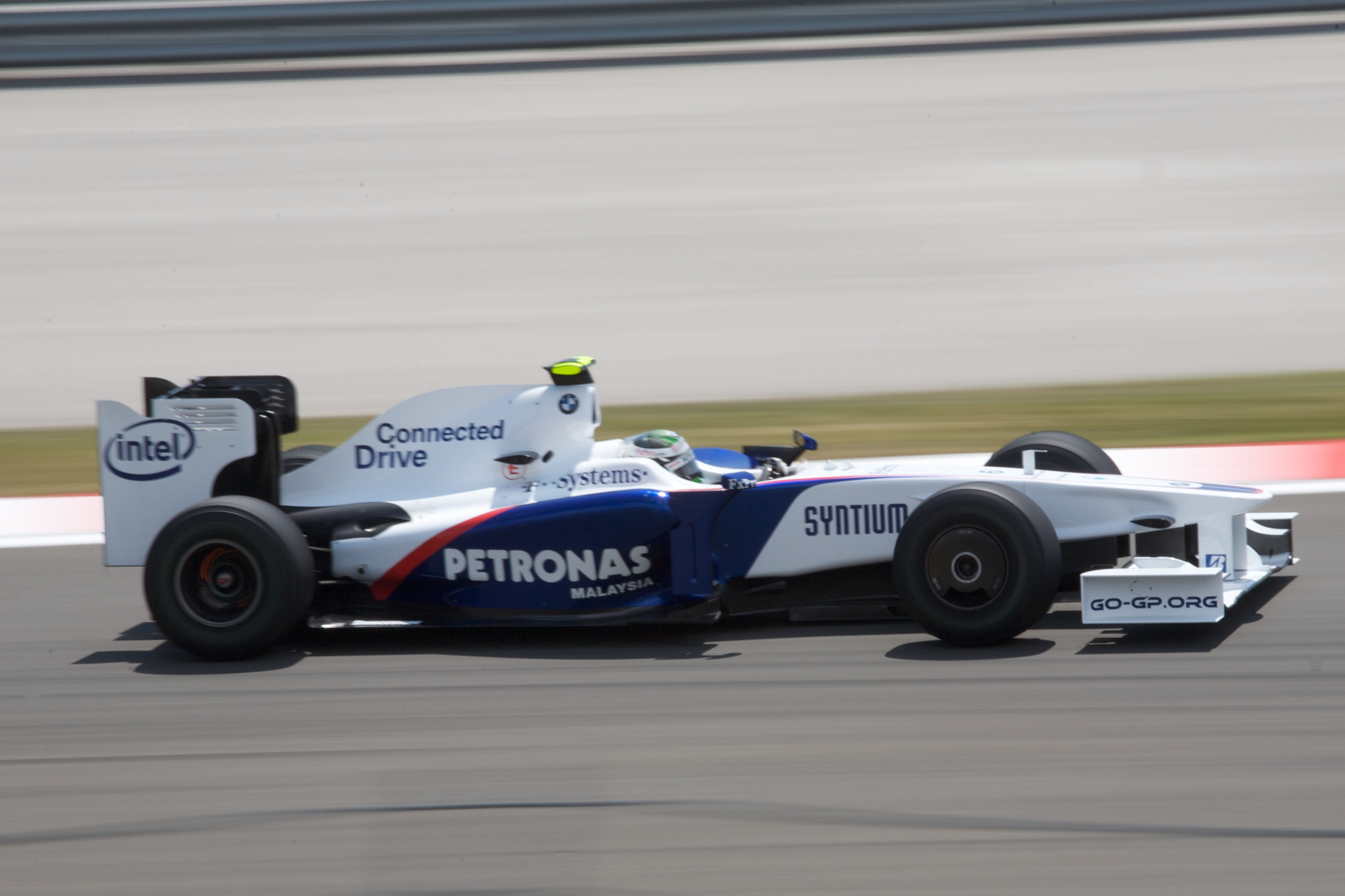
Nick Heidfeld pilotando a BMW Sauber F1.09 no GP da Turquia de 2009.

Os motores BMW conquistaram apenas um título do Campeonato Mundial de Pilotos de Fórmula 1.

## História[1][2][3]
A BMW forneceu motores durante 2 períodos na Fórmula 1. Os motores BMW conquistaram título do Campeonato de Pilotos.

### Primeira fase
Após o relativo sucesso dos motores turbo Renault, a BMW entra na Fórmula 1 fornecendo os poderosos BMW M12/13 1.5 L4 Turbo para a Brabham em 1982, e em 1983 se torna o primeiro motor turbo campeão da Fórmula 1. Em 1986 a potência desses motores chegaram a ter em torno de 1400 hp e é considerado o motor mais potente da história da F1.
Com a saída da BMW, os motores restantes foram rebatizados como Megatron, sendo utilizados pela Arrows e Ligier, até o fim da Era Turbo, ao fim da temporada 1988 quando a pressão regulamentar era 2,5 atm e a potência ficava em torno de 640 hp, metade da potência máxima de 1986.

### Segunda fase
Retorna à Fórmula 1 em 2000 fornecendo motores para a Williams (em 2005 o motor 3.0 BMW chegou em torno de 950 hp), até 2006 quando compra a Sauber, formando sua equipe própria BMW Sauber. Após fracos resultados, apenas uma vitória, vende sua equipe novamente para Peter Sauber e se retira da Fórmula 1 ao fim da temporada 2009.

## Fornecimento de motores
| Ano                                 | Equipe     | Motor                   |
| ----------------------------------- | ---------- | ----------------------- |
| 1982                                | Brabham    | BMW M12/13 1.5 L4 Turbo |
| 1983                                | Brabham    | BMW M12/13 1.5 L4 Turbo |
| 1983                                | ATS        | BMW M12/13 1.5 L4 Turbo |
| 1984                                | Brabham    | BMW M12/13 1.5 L4 Turbo |
| 1984                                | ATS        | BMW M12/13 1.5 L4 Turbo |
| 1984                                | Arrows     | BMW M12/13 1.5 L4 Turbo |
| 1985                                | Brabham    | BMW M12/13 1.5 L4 Turbo |
| 1985                                | Arrows     | BMW M12/13 1.5 L4 Turbo |
| 1986                                | Brabham    | BMW M12/13 1.5 L4 Turbo |
| 1986                                | Arrows     | BMW M12/13 1.5 L4 Turbo |
| 1986                                | Benetton   | BMW M12/13 1.5 L4 Turbo |
| 1987                                | Brabham    | BMW M12/13 1.5 L4 Turbo |
| Não forneceu motores de 1988 a 1999 |            |                         |
| 2000                                | Williams   | BMW E41 3.0 V10         |
| 2001                                | Williams   | BMW P80 3.0 V10         |
| 2002                                | Williams   | BMW P82 3.0 V10         |
| 2003                                | Williams   | BMW P83 3.0 V10         |
| 2004                                | Williams   | BMW P84 3.0 V10         |
| 2005                                | Williams   | BMW P84-5 3.0 V10       |
| 2006                                | BMW Sauber | BMW P86 2.4 V8          |
| 2007                                | BMW Sauber | BMW P86/7 2.4 V8        |
| 2008                                | BMW Sauber | BMW P86/8 2.4 V81       |
| 2009                                | BMW Sauber | BMW P86/9 2.4 V82       |

### Rebatizados
| Ano  | Equipe | Motor                        |
| ---- | ------ | ---------------------------- |
| 1987 | Arrows | Megatron M12/13 1.5 L4 Turbo |
| 1987 | Ligier | Megatron M12/13 1.5 L4 Turbo |
| 1988 | Arrows | Megatron M12/13 1.5 L4 Turbo |

## Títulos[4]

### Campeonato de Pilotos[5]
| Ano  | Piloto        |
| ---- | ------------- |
| 1983 | Nelson Piquet |

### Campeonato de Construtores[5]
| Ano  | Pos | Construtor |
| ---- | --- | ---------- |
| 2002 | 2º  | Williams   |
| 2003 | 2º  | Williams   |

## Campeonato como Equipe Oficial

### Campeonato de Pilotos[6]
| Ano  | Pos | Piloto        |
| ---- | --- | ------------- |
| 2008 | 4º  | Robert Kubica |

### Campeonato de Construtores[6]
| Ano  | Pos | Construtor |
| ---- | --- | ---------- |
| 2007 | 2º  | BMW Sauber |

## Números na Fórmula 1
- Vitórias: 20[7] (7,410%[8])
- Pole-Positions: 33[9] (12,130%[10])
- Voltas Mais Rápidas: 33[11]
- Triplos (Pole, Vitória e Volta Mais Rápida) 6[12] (não considerando os pilotos, apenas o motor)
- Pontos: 1021[13]
- Pódiums: 76[14]
- Grandes Prêmios: 270[15] (Todos os Carros: 684[16])
- Grandes Prêmios com Pontos: 178[17]
- Largadas na Primeira Fila: 67[18]
- Posição Média no Grid: 9,567[19]
- Km na Liderança: 8331,387 Km[20]
- Primeira Vitória: 10 Corridas[21]
- Primeira Pole Position: 16 Corridas[22]
- Não Qualificações: 4[23]
- Desqualificações: 5[24]
- Porcentagem de Motores Quebrados: 41,370%[25]